# Kaarlo Saarnio

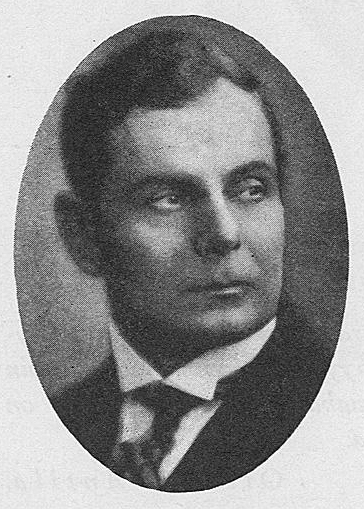
Kaarlo Saarnio, bild från början av 1930-talet.

Kaaro Saarnio, Huttunen fram till 1907, född 20 december 1885 i Bräkylä, död 12 december 1967 i Helsingfors, var en finländsk skådespelare. Han var bror till skådespelaren Yrjö Saarnio.
Skådespelarkarriären inledes 1901 vid Helsingfors arbetarteater och pågick 1903–1906 vid Viborgs stadsteater, finska landsbygdsteatern och teatern i Tammerfors. 1907 återvände Saarnio till Helsingfors, där han fram till 1954 verkade vid folkteatern. Åren 1926–1963 medverkade Saarnio i över 60 filmer, men innehade till en början endast mindre roller.
Åren 1914–1918 var Saarnio gift med skådespelaren Laina Laine, med vilken han fick sonen Osmo Saarnio. 1947 tilldelades Saarnio Pro Finlandia-medaljen.